# Хаваи (линеен крайцер, 1945)
Вижте пояснителната страница за други значения на Хаваи.
Хаваи (на английски: USS Hawaii (CB-3)) е линеен крайцер на ВМФ на САЩ от Втората световна война от типа „Аляска“. Първият кораб във ВМС на САЩ, наречен в чест на териториите Хаваи. По план трябва да бъде третият кораб в серията. Заложен е на 20 декември 1943 г., спуснат е на вода на 3 ноември 1945 г., след което на кораба започват довършителните работи. Въпреки това линейният крайцер така и не е достроен независимо от това, че съществува план за дострояването му като първия американски ракетен крайцер, а по-късно – план за дострояването му като кораб за управление. На 20 юни 1959 г. недостроеният кораб е отбуксиран за разкомплектоване за метал.

## Конструкция
Линейният крайцер „Хаваи“ има следните главни размери: максимална дължина – 246,43 м, газене – 9,7 м. Проектната водоизместимост на крайцера съставлява 30 257 т, пълната – 34 803 т. Главната енергетична установка се състои от четири турбозъбчати агрегата „Дженерал Илектрик“, всеки от които работи на един гребен вал, и осем парни водотръбни котела „Бабкок-Уилкокс“. Мощността на енергетичната установка съставлява 150 000 к.с. (110 MW), позволяваща да се развие максимална скорост, равна на 33 възела (61 км/ч). Далечината на плаване на „Хаваи“ съставлява 12 000 морски мили (22 200 км) на скорост 15 възела (28 км/ч).
Проектът предвижда разполагането на кораба на четири хидросамолета и два хангара за тях. Пускът на хидросамолетите се осъществява от два катапулта.
Артилерийското въоръжение на крайцера се състои от девет 305-мм оръдия на главния калибър, разположени в три триоръдейни кули (две в носа и една на кърмата).
Универсалната артилерия на крайцера се състои от дванадесет 127-мм оръдия в шест двуоръдейни кули. Леката зенитна артилерия е: 56 40-мм „бофорса“ в четирицевни установки и 34 едностволни 20-мм „ерликона“.
Бронирането на кораба се състои от главен брониран пояс с дебелина 229 мм (9 дюйма), брониране на кулите на главния калибър, равно на 325 мм (12,8 дюйма). Главната бронева палуба има дебелина от 102 мм (4 дюйма).

## Строителство, планове за дострояването и окончателна съдба
През 1942 г. поръчката за построяването на „Хаваи“, направена още през 1940 г., е спряна още преди започването на работите в корабостроителницата. Спирането на строежа засяга и трите други еднотипни му крайцера, също както и петте линейни кораби тип „Монтана“. Освободените корабостроителни мощности и материали са насочени за строежа на кораби, който веднага са нужни на флота и могат да бъдат построени по-бързо: например противолодъчни кораби и т.н. През юли 1942 г. над 4100 тона стоманен прокат, предназначен за построяването на „Хаваи“, са пренасочени за строителството на други кораби. На 25 май 1943 г. „Хаваи“ е върнат в програмата за строителство. На 24 юни строителството на трите други крайцера от серията е отменено.
Залагането на кила на „Хаваи“ е на 20 декември 1943 г., а на 3 ноември 1945 г. крайцерът е спуснат на вода – две години след еднотипния „Гуам“ (USS Guam (CB-2)). След спуска на кораба вероятно успяват за започнат довършителните работи, обаче строителството е спряно през февруари или април 1946 г. поради съкращаването на военния бюджет след края на Втората световна война; готовността на кораба е 82,4%. Към този момент на кораба са поставени кулите на главния калибър, а работите по формирането на надстройките е почти завършена. Впрочем последната е демонтирана преди да се въведе корабът в резерв, на територията на военноморската корабостроителница във Филаделфия.

### Планове за превръщане в ракетен крайцер
През септември 1946 г. „Хаваи“, заедно с недостроения линкор „Кентъки“, е разглеждан за платформа за изпитания на управляеми ракети. Съгласно тези планове крайцерът получава обозначението CB(SW), а неговото артилерийско въоръжение трябва да се състои от шестнадесет 76-мм/70 оръдия в сдвоени установки. Повечето ракети се предполага да бъдат пред форщевена, като в същото време на кърмата трябва да се намират двете пускови установки. Подобно преправяне не изисква наличието върху крайцера на броня и за това вече поставеното брониране може да се свали поради липсата на необходимост от него. Проектът така и не е осъществен и „Хаваи“ остава в състава на Резервния флот.
Две години по-късно, през 1948 г., се появява още един план за превръщането на „Хаваи“ в ракетен крайцер. Съгласно този план, имащ обозначението Project SCB 26A, „Хаваи“ се предлага да се дострои като кораб, носещ управляемите балистични ракети (Ballistic Guided Missile Ship). Планът предвижда дострояването на крайцера с разполагането на него на дванадесет пускови установки за произведени в САЩ балистични ракети Фау-2 по немската конструкция. Освен тях на крайцера трябва да се поставят шест пускови установки за крилати ракети SSM-N-2 Triton клас „земя-земя“. Проектът Triton е опит да се дадат на ВМС надеждни крилати ракети, които могат да бъдат изстрелвани от кораб. Проектирането започва през септември 1946 г. след като проектът получава поддръжката на ВМС. През 1950 г., след като са формулирани изискванията на военните, проектантите пристъпват към създаването на крилата ракета с маса 16 тона и правопоточен въздушно-реактивен двигател и твърдогоривни ракетни ускорители, способни да доставят бойната част на разстояние 2000 морски мили (3700 км) при число на Мах, равно на 1,6 – 2,5. През 1955 г. изискванията са снижени до по-реалистични, работоспособният образец се очаква през 1965 г. През 1957 г. проектът е закрит в ползата на по-перспективните проекти SSM-N-9/RGM-15 Regulus II и UGM-27 Polaris.
Още един план предвижда пуск от предния хидравличен катапулт на „Хаваи“ на крилатите ракети JB-2 Loon – американската модификация на немската крилата ракета Фау-1. Освен това в кърмовата част на крайцера трябва да бъдат поставени кран за подем на летателни апарати и два катапулта. Планът е одобрен през 1948 г., а работите по него трябва да бъдат завършени през 1950 г. С оглед планираните изменения крайцерът е прекласифициран от CB-3 в CBG-3. Въпреки това през 1949 г. преправянето е отменено заедно с другите проекти по поставяне на балистични ракети на надводни кораби, което е предизвикано както от нестабилността на течното ракетно гориво, така и от несъвършенството на наличните по онова време системи за управление на ракетното оръжие.

### Голям кораб за управление
Още един опит да се дострои кораба в нова светлина е планът по превръщането му в „голям кораб за управление“ (large command ship), съобщен през август 1951 г. В тази роля „Хаваи“ трябва да стане увеличен аналог на кораба за управление „USS Northampton (CLC-1)“ („Нортхамптън“), построен на базата на тежък крайцер от типа „Орегон“. Планът предвижда създаването на обширни щабни помещения, поставянето на мощен радиолокационен комплекс и системи за свръзка и управление, способни да решават задачите по управление на авионосните съединения, при това корабът няма да се оборудва за решаването на задачите за управление на амфибийни операции. Артилерийското въоръжение на кораба трябва да се състои от шестнадесет 127-мм/54 оръдия в еднооръдейни установки. Увеличаването на калибъра на оръдията от 76 до 127 мм е предизвикано от това, че 76-мм оръдия изглеждат недостатъчно мощни за такъв кораб. Изменения има и в състава на радиолокационното оборудване и системите за управление на артилерийския огън.
Плановете за преустройството на кораба са одобрени, а на 26 февруари 1952 г. обозначението на кораба е изменено на CBC-1. Сумите за провеждането на работите са включени в бюджета за 1952 г., обаче единственото осъществено изменение става демонтажът на 305-мм кули на главния калибър. Скоро става ясно, че кораб с необходимите характеристики може да се получи за по-малка стойност, преоборудвайки по-малки по размери и по-евтини кораби, подобни на лекия самолетоносач „Райт“, на основа на което през 1953 г. проектът за преоборудване на „Хаваи“ е отменен. На 9 септември 1954 г. на кораба е върнато неговото оригинално обозначение CB-3.
През февруари 1957 г. е публикуван проект, наречен „Polaris Study-CB-3“, авторите на който предлагат да се свалят от „Хаваи“ цялата артилерия и тя да се замени с ракетно оръжие: на мястото на третата кула вертикално да се поставят 12 пускови установки за ракетния комплекс Polaris, две пускови установки за зенитните ракети Talos (по една на носа и кърмата), две пускови установки за зенитния комплекс Tartar (побордно в района на надстройката) и единична пускова установка за противолодъчния ракетен комплекс ASROC на мястото на първата и втората кули на главния калибър. Проектът не е реализиран.
На 9 юни 1958 г. „Хаваи“ е зачеркнат от списъчния състав на ВМС на САЩ. На 15 април 1959 г. корабът е продаден за скрап на компанията „Бостън металс“ от Балтимор. Недостроеният кораб е отбуксиран в Балтимор, където пристига на 6 януари 1960 г., след което започва неговото разкомплектоване.

## Коментари
1. ↑  Всички данни са проектни.
2. ↑  Строго погледнато, този кораб няма префикса USS, тъй като така и не влиза в състава на ВМС на САЩ. Тук той се използва за унифициране с другите статии за американски кораби.
3. ↑  Буквите показват принадлежността към определен класː ВВ – линкор, СС, CL, СА – съответно линеен, лек или тежък крайцер, CV – самолетоносач, DD – разрушител, SS – подводница и т.н.
4. ↑  Поради тяхното слабо брониране и специфично предназначение корабите от този тип е невъзможно да се класифицират като (на английски: battlecruisers), те получават неупотребяваното по-рано обозначение „голям крайцер“ (на английски: Large/Big cruiser - CB). Необичайността на новите кораби се подчертава и от техните имена – ако линкорите на САЩ се именуват в чест на щатите, а крайцерите в чест на градове, то големите крайцери получават названия в чест на чуждите владения на САЩ (Островни територии на САЩ). В статията е използвана класификация, типична за рускоезичните източници.